# OrgPad
OrgPad je česká webová aplikace na tvorbu interaktivních digitálních nástěnek. Podporuje tvorbu myšlenkových map, konceptuálních grafů i obecnějších struktur nad rámec těchto pojmů.

## Funkce

### Vytváření obsahu
Pro dokumenty je vžitý název OrgStránky. Základním stavebním kamenem je tzv. buňka, což je prvek, který volitelně obsahuje nadpis a skrývatelný obsah. Tímto obsahem může být text, multimédia, soubory, i jiné webové stránky.

### Automatické systémy
Velikost buňky je určena automaticky podle obsahu. Další automatický systém zaručuje, že se buňky nepřekrývají. Tyto systémy doplněné o fyzikální animace vytváří prostředí, které dynamicky reaguje na interakce uživatele.

### Tvorba prezentací
Dokument může mít neomezený počet prezentací. V každém kroku prezentace je možné nastavit, které buňky budou vidět, které budou otevřené a které skryté.

### Možnosti sdílení
Dokumenty a prezentace lze sdílet pro čtení, komentování a úpravy. Je možné:
- sdílet s konkrétními lidmi,
- poslat odkaz či QR kód,
- vytvořit šablonu,
- zveřejnit.

Dokumenty sdílené přes odkaz nebo zveřejněné pro úpravy lze upravovat bez účtu v aplikaci.

## Svobodné strukturování
Svobodné strukturování je pojem označující proces, v rámci kterého je rozkládáno dané téma či problém na malé informační celky, mezi kterými jsou zobrazovány souvislosti. Svobodné strukturování je úzce spjaté s pojmem flow, jde totiž o konkrétní formu soustředěné práce s informacemi v souvislostech. Jsou tak kladeny vysoké nároky na nástroje nutné k dosažení svobodného strukturování. Podstatou těchto nároků je maximalizace svobod, nástroj proto musí být jednoduchý, intuitivní, musí poskytovat maximální možnou svobodu ve formátech dat, se kterými se dá v nástroji pracovat, musí být designovaný tak, aby za uživatele řešil co největší množství podpůrných činností např. styly či přesné rozložení informací, které nejsou esenciální součástí práce uživatele. 
Pojem svobodného strukturování definovala Mgr. Barbora Jeřábková ve svém článku Svobodné strukturování a jeho význam ve vzdělávání na základě studia díla doc. Zdeňka Hedrlína. Ten se od konce 70. let zabýval problematikou zaznamenávání informací obdobně, jako to dělá lidský mozek. Jeden z autorů aplikace OrgPad RNDr. Pavel Klavík, Ph.D. byl studentem doc. Zdeňka Hedrlína. OrgPad je nástrojem určeným pro svobodné strukturování.

## Příklady použití
OrgPad je používán napříč českým školstvím od základních až po vysoké školy. Národní pedagogický institut České republiky OrgPad využívá v řadě projektů, v rámci projektu Systém podpory profesního rozvoje učitelů a ředitelů (SYPO) v něm vznikla Metodická příručka pro předškolní a prvostupňové vzdělávání, v rámci projektu Metodická podpora akčního plánování (P-AP) vzniká Jednotný model strategického plánování. V rámci projektu Národního plánu obnovy UP 22+ edUP na PdF UP Aktivita rozvoj v oblasti distanční výuky, online výuky a blended learning je k dispozici všem studentům a pedagogickým pracovníkům Pedagogické fakulty Univerzity Palackého v Olomouci. V soukromé sféře ho používá např. české nakladatelství Jan Melvil Publishing při tzv. autorských sprintech v rámci procesu tvorby nových knih.